# Osiedle Chopina (Stargard)
Osiedle Chopina – osiedle Stargardu, założone w latach 20. XX wieku, położone w północno-zachodniej części miasta. Osiedle zbudowane na początku XX wieku, jako mieszkania pracownicze dla robotników z Warsztatów Kolejowych (Ausbesserungswerk), w latach 70. rozpoczęto budowę budynków z wielkiej płyty. Na osiedlu znajduje się Szkoła Podstawowa nr 4, Kościół pw. Chrystusa Króla Wszechświata, agencja pocztowa  oraz Centrum Twórczej Edukacji SMART.
Główne ulice:
- Wieniawskiego
- Chopina
- Szymanowskiego
- Paderewskiego
- Moniuszki
- Jugosłowiańska
- Czeska
- Karłowicza
- Bornholmska

Ulice w północno-zachodniej części osiedla nosiły imiona kompozytorów niemieckich, w miejsce których po 1945 roku pojawili się polscy. I tak Fryderyk Chopin zastąpił Bacha, Stanisław Moniuszko - Wagnera, Zygmunt Noskowski - Haydna, a Karol Szymanowski - Beethovena. Ulicę Mozarta przemianowano na Polską.